# Skillingsudd
Skillingsudd är en bebyggelse i Kung Karls socken i Kungsörs kommun, belägen vid Mälarens södra strand strax öster om Kungsör. SCB klassade Skillingsudd som en egen småort före 2015 för att därefter räkna den som en del av tätorten Kungsör.

## Fotnoter
1. 1 2 3  Småorternas landareal, folkmängd och invånare per km² 2005 och 2010, korrigerad 2012-10-15, SCB, 15 oktober 2012, läs online, läst: 9 juli 2016.[källa från Wikidata]
2. ↑  Kodnyckel för SCB:s statistiska tätorter och småorter - Koppling mellan gammalt och nytt kodsystem, SCB, 11 november 2021, läs online.[källa från Wikidata]